# Pachnolita
La pachnolita es un mineral de la clase de los minerales haluros. Fue descubierta en 1863 en Ivittuut en la provincia de Kitaa de Groenlandia (Dinamarca), siendo nombrada así del griego πάχνη -congelado- y λίθος -piedra-, por su apariencia. Un sinónimo poco usado es el de piroconita.

## Características químicas
Es un fluoruro de sodio, calcio y aluminio, hidratado. Para algunos autores es un neso-aluminofluoruro de sodio y calcio. Es un dimorfo de la thomsenolita, de igual fórmula química, con la que presenta intercrecimiento de cristales de ambos minerales.

## Formación y yacimientos
Se forma como producto de la alteración de la criolita y otros aluminofluoruros alcalinos, más comúnmente en rocas pegmatitas.
Suele encontrarse asociado a otros minerales como: thomsenolita, criolita, quiolita, elpasolita, ralstonita, sellaíta o fluorita.